# Carnaubavoks
Carnauba, også kaldet palmevoks, er en voksform, der udledes fra Carnaubavoks-Palmens blade, en plante som både stammer fra, og bliver dyrket i de nordøstlige brasilianske stater Piauí, Ceará og Rio Grande do Norte.

## Dyrkning af carnaubapalmer til voksproduktion
Det er en svær proces at dyrke carnaubapalmer, da frøet først skal igennem en flagermus' fordøjelsessytem for at kunne spire [kilde mangler] . Man lavede forsøg i 1930 med at dyrke carnaubaplantager, men da processen for at gøre frøene spiringsdygtige var for kompliceret, måtte man opgive at dyrke carnauba
I dag dyrkes palmerne i områder, hvor der er en naturlig høj vækst af carnaubapalmer.

## Udtræknings-processen
1. Først bliver bladene hugget af palmen med 4-12 meter lange bambuspinde, der har monteret en buet kniv for enden.
2. Bladene går igennem en tørringsproces, hvor de spredes på et åbent terræn.
3. Når bladene er tilpas tørre, kan voksen udvindes i støvform ved at bladene bankes. Det foregår typisk med en maskine fx i et lukket vognlad, men det ses dog stadig at de bliver håndbanket.
4. Voksstøvet samles, og bliver blandet sammen med kogende vand, processen varer ved indtil man har en tyk voksmasse.
5. Voksen bliver derefter kølet ned, og banket i stykker, hvorefter det bliver solgt videre til fabrikker, der bearbejder vokset efter behov.[1]

## Produktionens omfang
I 2006 blev der produceret 22.409 tons carnaubavoks i Brasilien. Ca. 14 % var i fast form, mens de resterende 86 % var i pulverform.
Af de 285.344 tons, der blev produceret mellem 1990 og 2006, blev ca. 40 % produceret i staten Ceará, ca. 50% i Piauí, og ca. 6% i Rio Grande do Norte. Produktionen blev vurderet til at have en værdi af ca. 1,2 mia. BRL

## Anvendelsesmuligher
Carnaubavoks bliver brugt til bilvoks, skocreme, madprodukter (antiklumpningsmiddel), skindvoks og voks til surfbrætter.
Ofte vil voksen blive blandet op med andre produkter for at skabe den rette konsistens, bl.a. med kokosnøddeolie el.

## Kritik af carnaubabønders arbejdsforhold
Der har været en gennemgående kritik af carnauba-bøndernes arbejdsforhold. Dels i form af manglende sikkerhedsudstyr – f.eks. støvmasker, hjelme og i det hele taget passende tøj.
Desuden er der blevet rapporteret flere tilfælde om bønder, der arbejder under den brasilianske minimumsløn. Mange af dem er ikke medlemmer af fagforeninger, og må gå uden lønninger hvis de kommer til skade under arbejdet.
Sæsonen med arbejdet, varer kun halvdelen af året, og de fleste bønder må derfor leve uden arbejde og løn i op til 6 måneder ad gangen.